# István Türr
István Türr (deutsch auch Stephan Türr; * 11. August 1825 in Baja; † 3. Mai 1908 in Budapest) war ein ungarischer Aufständischer, Ingenieur und Politiker.

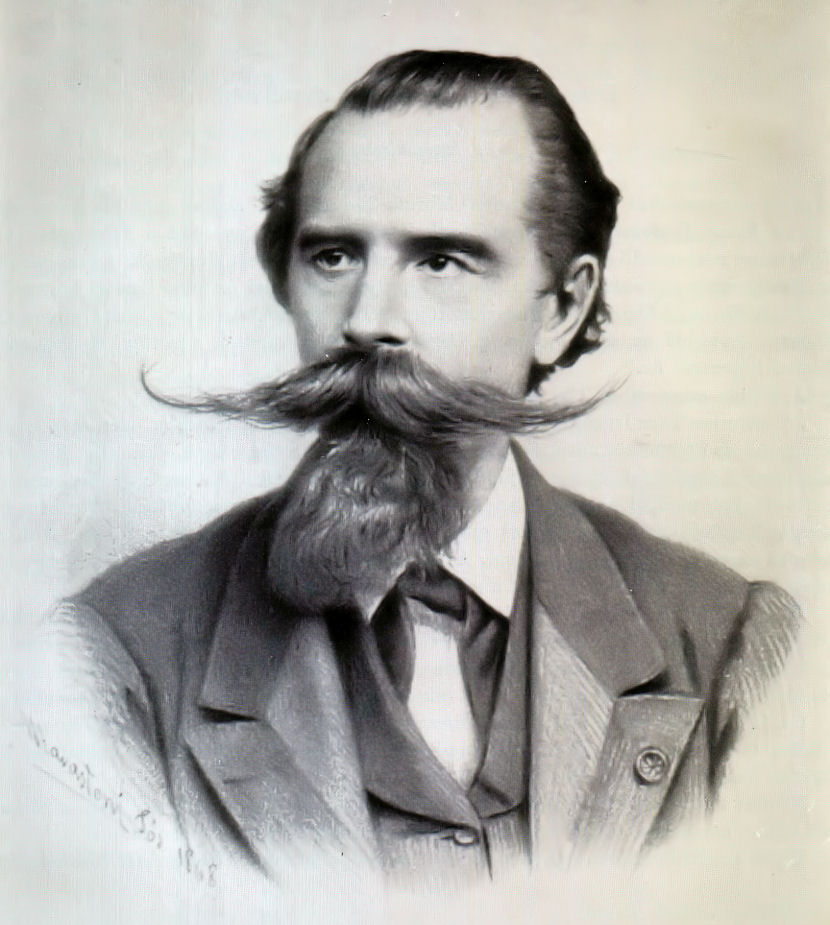
István Türr (1868)

## Leben
Türr trat als Leutnant einem ungarischen Grenadierregiment bei, das 1848 in Italien stationiert war und lief im Januar 1849 zu den Piemontesen über, organisierte eine ungarische Legion, kämpfte nach der Schlacht bei Novara 1849 auf Seiten der Aufständischen in Baden. Er trat 1854 in britische Dienste, wurde 1855 auf einer Reise zwecks Ankaufs von Pferden in Pest verhaftet, aber wieder entlassen. 1859 kämpfte er als Hauptmann der Alpenjäger unter Giuseppe Garibaldi gegen die Österreicher. 1860 in Sizilien und Neapel, hier erlangte er den Rang eines Divisionsgenerals, nachdem er als Gouverneur von Neapel viel zu dessen Vereinigung mit Italien beigetragen hatte.
1866 bereitete er einen Aufstand in Ungarn von Serbien aus vor. Nach dem Österreichisch-Ungarischen Ausgleich 1867 kehrte er aber nach Ungarn zurück, wo er, mit Entwürfen von Kanalbauten und industriellen Unternehmungen beschäftigt, lebte. Mitunter nahm er als Unterhändler zwischen Österreich, Italien und Frankreich (so bei den Verhandlungen über ein mögliches Bündnis 1869–1870) noch an der Politik teil. Ab 1881 leitete er den Bau des Kanals über den Isthmus von Korinth.
Im September 1896 leitete Türr den Weltfriedenskongress in Budapest.

## Bilder

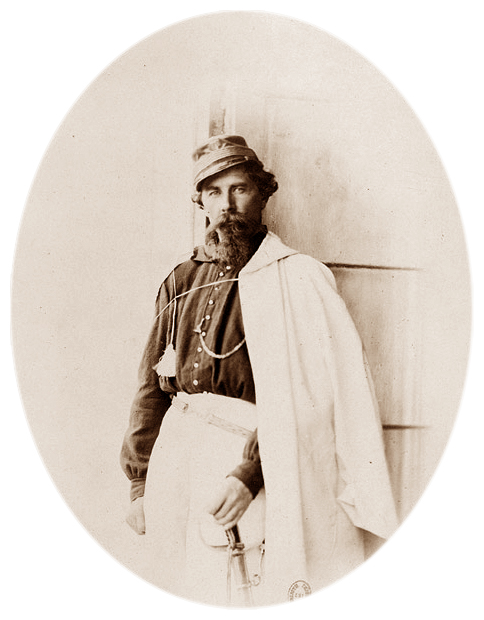
István Türr 1860 als Offizier in Palermo
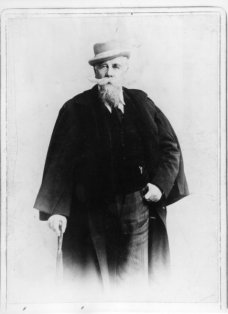
István Türr um 1900
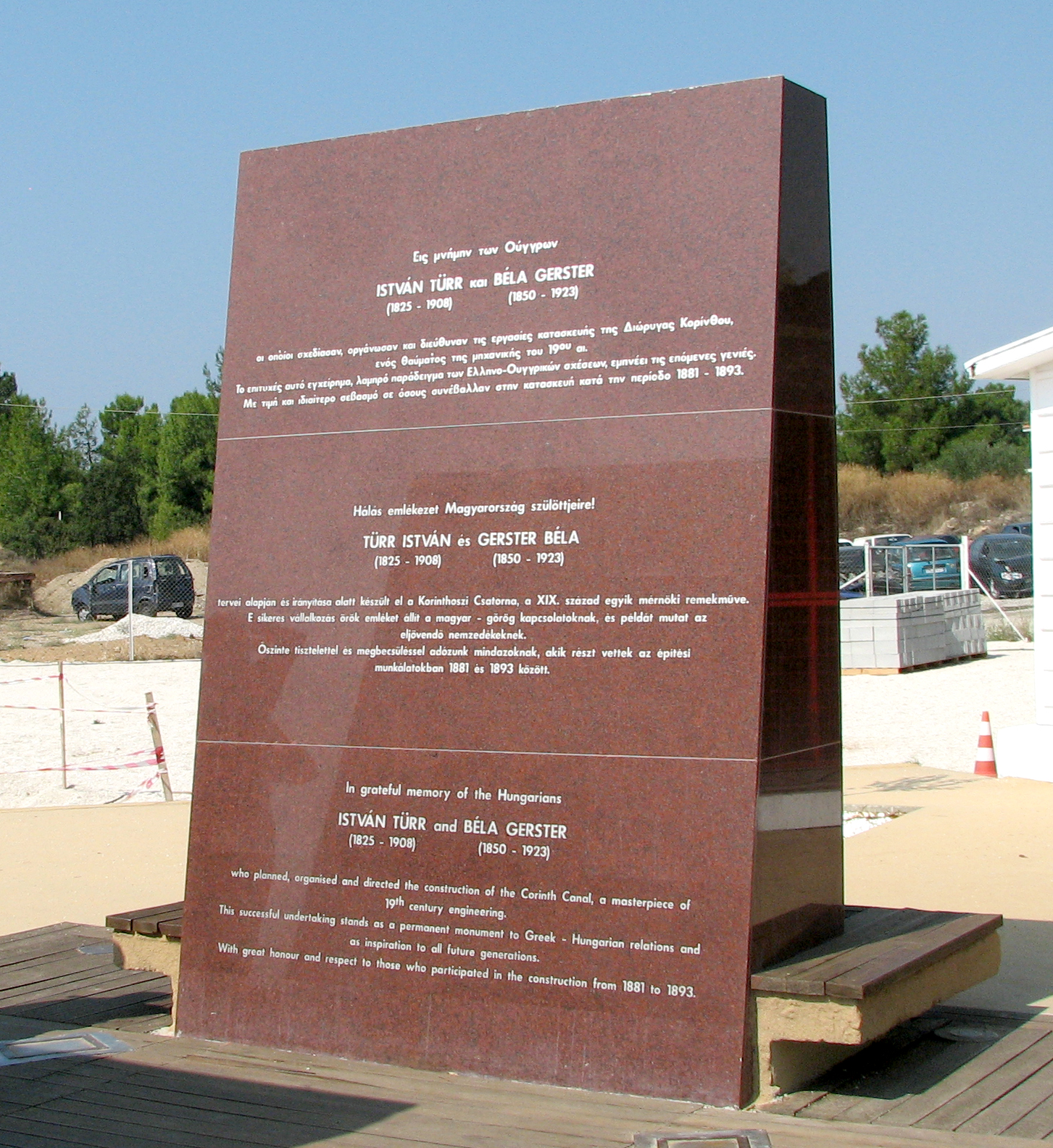
Gedenkstein am Kanal von Korinth